# Nero. (film 1992)
Nero. è un film del 1992 diretto da Giancarlo Soldi ed interpretato da Sergio Castellitto, tratto dal romanzo omonimo di Tiziano Sclavi, anche collaboratore della sceneggiatura.

## Trama
Una ragazza forse ha ucciso il suo uomo tagliandogli la gola. Il suo amante, che la crede colpevole, cerca di aiutarla facendo sparire il cadavere. Ma il cadavere sparisce davvero, passando dal bagagliaio di una macchina a un altro. Si chiamava Zardo. A poco a poco il nuovo amante della ragazza ne assume il nome e l'identità e viene preso in un vortice di grottesco orrore in cui trovano posto un miserabile e laido detective, una mano tagliata, l'ambiguo candore della ragazza che forse è un'assassina, un contadino sfortunato, un enorme cane nero, tanti seppellimenti mancati, corse in auto nella nebbia, una misteriosa vecchietta, un commissario che sembra non capire, un boss mafioso naturalizzato milanese e un impresario di pompe funebri con la camicia hawaiana.

## Produzione
La fotografia è di Luca Bigazzi, e questo è l'unico film sceneggiato direttamente da Tiziano Sclavi, il quale è noto anche per essere il creatore del fumetto Dylan Dog.

## Distribuzione
Presentato nel 1992 alla 49ª Mostra internazionale d'arte cinematografica di Venezia nella Vetrina del cinema italiano, il film si avvale della colonna sonora dei Mau Mau e di una canzone allora inedita di Francesco Guccini, Acque.
Nero. venne invitato a molti festival, tra cui quello di Stoccolma, dove tra l'altro lo stesso Giancarlo Soldi ebbe modo d'incontrare Quentin Tarantino. Il film, distribuito anche in Germania e Francia, vinse la menzione speciale al Festival del cinema italiano di Annecy e al Festival del film poliziesco di Cognac.
Fu fra i cinque titoli nominati al Nastro d'Argento per il miglior soggetto nell'edizione del 1993 del premio.